# Mjöserudssjön
Mjöserudssjön är en sjö i Töreboda kommun i Västergötland och ingår i Motala ströms huvudavrinningsområde. Sjön har en area på 0,162 kvadratkilometer och ligger 108,3 meter över havet.

## Delavrinningsområde
Mjöserudssjön ingår i det delavrinningsområde (649851-141764) som SMHI kallar för Utloppet av Viken. Medelhöjden är 117 meter över havet och ytan är 248,45 kvadratkilometer. Räknas de 41 delavrinningsområdena uppströms in blir den ackumulerade arean 840,54 kvadratkilometer. Edsån (Sågkvarnsbäcken) som avvattnar avrinningsområdet har biflödesordning 2, vilket innebär att vattnet flödar genom totalt 2 vattendrag innan det når havet efter 150 kilometer. Delavrinningsområdet består mestadels av skog (57 %) och jordbruk (12 %). Avrinningsområdet har 47,85 kvadratkilometer vattenytor vilket ger det en sjöprocent på 19,2 %.